# Kagutsuchi
Kagutsuchi är eldguden i japansk mytologi.
Kagutsuchi orsakade med sin eld sin moder Izanamis död vid födseln.